# 카이베르파크툰크와주
카이베르파크툰크와주(우르두어: خیبر - پختون‌خوا, 영어: Khyber Pakhtunkhwa, 파슈토어: خیبر پښتونخوا)는 파키스탄의 네 개의 주 중 가장 작은 주로, 아프가니스탄의 파슈툰족 등 다양한 민족의 기원이 된 지역이다. 2010년 4월 이전까지는 북서변경주(北西邊境州, 우르두어: سرحد, 영어: North West Frontier Province, NWFP)라고 불렀다.
역사적으로도 아프가니스탄에 속했던 영역이지만 영국의 인도 대륙 점령과정에서 파키스탄 지역에 편입되어 오늘에 이르고 있다. 주요 언어는 파슈토어이며 주도는 페샤와르이다.
연방 직할 부족 지역을 2018년에 편입했다.

## 같이 보기
- 연방 직할 부족 지역